# Emily Meade
Emily Meade, née le 10 janvier 1989 à New York, est une actrice américaine.

## Biographie
Emily Meade est née le 10 janvier 1989 à New York (États-Unis). 

## Carrière
Elle commence sa carrière d'actrice dans la production allemande The House is Burning, présentée au festival de Cannes 2006.
Deux ans plus tard, elle fait ses premiers pas à la télévision dans un épisode de New York, unité spéciale et elle joue également dans le long métrage Assassinat d'un président de Brett Simon.
En 2010, elle est présente dans le film de Joel Schumacher, Twelve, ainsi que le film d'horreur de Wes Craven : My Soul to Take et dans Burning Palms de Christopher Landon avec Rosamund Pike, Jamie Chung et Dylan McDermott.
L'année suivante, elle retrouve Joel Schumacher dans Effraction, puis joue également dans Young Adult de Jason Reitman et à la télévision dans Fringe.
En 2013, elle tourne dans le drame indépendant, Bluebird et le téléfilm Trooper de Craig Gillespie avec Timothée Chalamet, Jay Hernandez, Mira Sorvino et Amy Hargreaves.
L'année suivante, elle tient un rôle récurrent dans la première saison de la série de HBO, The Leftovers aux côtés de Margaret Qualley, Justin Theroux, Charlie Carver et Max Carver. Au cinéma, elle est présente dans Célibataires… ou presque et le film d'horreur Gabriel.
En 2016, elle joue dans le film Nerve aux côtés de Dave Franco et d'Emma Roberts et dans Money Monster de Jodie Foster avec Jack O'Connell, George Clooney et Julia Roberts.
En 2017, elle obtient un rôle dans The Deuce, jusqu'à la fin de la série en 2019. L'année suivante, elle retrouve Jack O'Connell dans Trial by Fire d'Edward Zwick.

## Filmographie

### Cinéma
- 2006 : The House Is Burning d'Holger Ernst : Anne
- 2008 : Assassinat d'un président de Brett Simon : Tiffany Ashwood
- 2010 : Twelve de Joel Schumacher : Jessica Brayson
- 2010 : My Soul to Take de Wes Craven : Leah 'Fang' Hellerman
- 2010 : Burning Palms de Christopher Landon : Chloe Marx
- 2011 : Silver Tongues de Simon Arthur : Rachel
- 2011 : Effraction (Trespass) de Joel Schumacher : Kendra
- 2011 : Young Adult de Jason Reitman : La serveuse
- 2012 : Sex Therapy (Thanks For Sharing) de Stuart Blumberg : Becky
- 2012 : Sleepwalk with Me de Mike Birbiglia et Seth Barrish : Samantha
- 2012 : Adventures in the Sin Bin de Billy Federighi : Suzie
- 2013 : Gimme Shelter de Ron Krauss : Cassandra
- 2013 : Bluebird de Lance Edmands : Paula
- 2014 : Célibataires… ou presque (That Awkward Moment) de Tom Gormican : Christy
- 2014 : Gabriel de Lou Howe : Alice
- 2015 : Me Him Her de Max Landis : Gabbi
- 2015 : Charlie, Trevor and a Girl Savannah de Ty Hodges : Savannah
- 2016 : Money Monster de Jodie Foster : Molly
- 2016 : Nerve d'Henry Joost et Ariel Schulman : Sydney Sloane
- 2018 : L'Épreuve du feu (Trial by Fire) d'Edward Zwick : Stacy Willingham

### Télévision

#### Séries télévisées
- 2008 : New York, unité spéciale (saison 9, épisode 11) : Anna
- 2010 : New York, police judiciaire (Law and Order) : Bonnie Jones / Amanda Evans
- 2010 : Boardwalk Empire : Pearl
- 2011 : New York, unité spéciale (saison 12, épisode 18) : Corinne Stafford
- 2011 : Fringe : Ella Dunham
- 2014 : The Leftovers : Aimee
- 2016 : Broad City : Maxanne
- 2017 - 2019 : The Deuce : Lori Madison
- 2024 : The Penguin : Francis Cobb jeune
- 2024 : New York, police judiciaire : Laura Kingsbury (saison 24, épisode 2)

#### Téléfilms
- 2009 : Back de Mark Pellington : Shannon Miles
- 2013 : Trooper de Craig Gillespie : Eloise
- 2016 : Sexe, mensonges et vampires (Mother, May I Sleep with Danger ?) de Melanie Aitkenhead : Pearl